# 단국대학교 3대3 농구대회
단국대학교 3대3 농구대회는 길거리농구로 많이 알려진 3대3 형식(3x3 농구, FIBA 33)으로 진행되는 농구 대회를 말한다. 이것은 단국대학교에서 주최한다.

## 역사

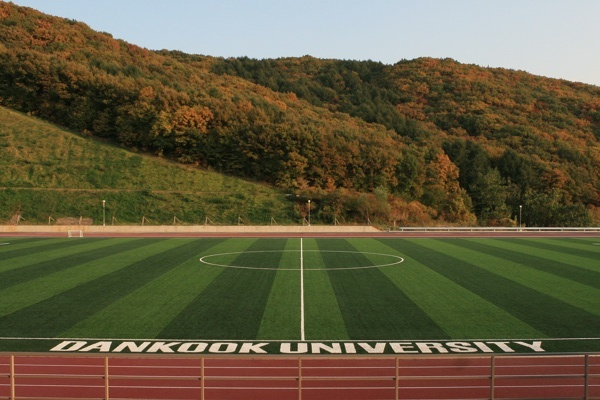
단국대(檀國大) 대운동장(죽전)

단국대학교는 2008년 5월 24일부터 죽전캠퍼스의 체육관, 주경기장에서 해왔던 3대3 농구대회(일명 길거리농구)를 문화체육관광부에 정식 전국대회 규모의 스포츠로 등록, 허가받았다. 그동안 진행되던 ‘단국대학교 총장배 3 on 3 농구대회’에서 각 학교의 이름과 명예를 걸고 죽전캠퍼스를 찾은 32개 고등학교 47개 팀이 참여하였지만 2012년에 재탄생한 제1회 대회에서는 전국 각지에서 24개팀이 참가, 치열한 경쟁을 펼쳤다.
제1회 대회는 체육대학 스포츠경영학과에서 주최, 주관하고 동부팜가야, HANASIS, 유학네트, 점프몰이 후원한 이번 대회는 입시공부에 지친 청소년들과 소통하려는 목적을 가지고 2012년 12월 15일 개최되었다.
제2회부터 스포츠과학대학 주경기장에서 후원사 프리스타일2와 함께하는‘스포츠과학대학배 3대3 청소년 농구대회’는 해마다 열고 있는 전국 고등학교가 참여하는 대회로 성장하였다. 전국 32개 고등학교 팀이 토너먼트를 통해 치열한 경쟁을 한 가운데 대전 TOP팀과 원주 아리랑팀이 결승전에서 맞붙어  빠른 스피드를 앞세워 경기를 장악한 대전 TOP팀이 치열한 접전 끝에 우승을 차지하였다.
한편 2010년 8월 14일 지구촌 청소년들의 스포츠 축제인 제1회 ‘청소년올림픽’이 싱가포르에서 개막되었는데 14∼18세의 청소년들이 참가하는 이번 대회는 하계올림픽과 똑같은 26개 종목에서 201개의 금메달을 놓고 기량을 겨루었다. 장호성 단국대 총장을 단장으로 하는 한국선수단은 ‘길거리농구’를 비롯하여 18개 종목에서 73명의 선수를 파견하였다.